# Élections législatives de 1986 dans la Somme
Les élections législatives françaises de 1986 ont lieu le 16 mars 1986. Dans le département de la Somme, six députés sont à élire dans le cadre d'un scrutin proportionnel par liste départementale à un seul tour.

## Élus
| Député élu          |  | Parti         |
| ------------------- |  | ------------- |
| André Audinot       |  | Divers droite |
| Gilles de Robien    |  | UDF (PR)      |
| Joël Hart           |  | RPR           |
| Jacques Fleury      |  | PS            |
| Jean-Claude Dessein |  | PS            |
| Maxime Gremetz      |  | PCF           |

À la suite du décès d'André Audinot, Pierre Claisse le remplace, suivant de liste.

## Candidats

### Mouvement pour un parti des travailleurs
| N° | Candidats | Candidats           | Parti | Principales fonctions              |
| -- | --------- | ------------------- | ----- | ---------------------------------- |
| 01 |           | Andréa Pecque       | MPPT  | Retraitée de l'Éducation nationale |
| 02 |           | Michel Caulier      | MPPT  | Employé URSSAF                     |
| 03 |           | Jean-Michel Warin   | MPPT  | Instituteur spécialisé             |
| 04 |           | Jean Patte          | MPPT  | Retraité agricole                  |
| 05 |           | Anne-Marie Mairesse | MPPT  | Chef de bureau                     |
| 06 |           | Hervé Farcy         | MPPT  | Ouvrier                            |
|    |           |                     |       |                                    |
| 07 |           | Francis Pocquet     | MPPT  | Étudiant                           |
| 08 |           | Michel Hansart      | MPPT  | Agent de maîtrise                  |

### Lutte ouvrière
| N° | Candidats | Candidats            | Parti | Principales fonctions |
| -- | --------- | -------------------- | ----- | --------------------- |
| 01 |           | Freddy Stefanski     | LO    | Instituteur           |
| 02 |           | Jean-Claude Moirez   | LO    | Électricien SNCF      |
| 03 |           | Alida Candas         | LO    | Employée de bureau    |
| 04 |           | Christine Souilliart | LO    | Institutrice          |
| 05 |           | Alain Tenière        | LO    | Ajusteur mécanicien   |
| 06 |           | Denise Dupont        | LO    | Employée de banque    |
|    |           |                      |       |                       |
| 07 |           | Philippe Legros      | LO    | Enseignant            |
| 08 |           | François Meunier     | LO    | Étudiant salarié      |

### Parti communiste français
| N° | Candidats | Candidats          | Parti | Principales fonctions                          |
| -- | --------- | ------------------ | ----- | ---------------------------------------------- |
| 01 |           | Maxime Gremetz     | PCF   | Député européen, métallurgiste                 |
| 02 |           | Chantal Leblanc    | PCF   | Conseillère municipal d'Abbeville, psychologue |
| 03 |           | Jean-Jacques Baron | PCF   | Professeur                                     |
| 04 |           | Roland Jouault     | PCF   | Maire de Mers-les-Bains, agent SNCF retraité   |
| 05 |           | Claudette Corselle | PCF   | Technicienne                                   |
| 06 |           | Jacques Pécquery   | PCF   | Maire de Gamaches, employé                     |
|    |           |                    |       |                                                |
| 07 |           | Albert Bécard      | PCF   | Maire de Camon, professeur                     |
| 08 |           | Michel Soumillon   | PCF   | Maire de Béthencourt-sur-Mer, instituteur      |

### Parti socialiste
| N° | Candidats | Candidats           | Parti | Principales fonctions                                                         |
| -- | --------- | ------------------- | ----- | ----------------------------------------------------------------------------- |
| 01 |           | Jacques Fleury      | PS    | Député sortant, conseiller général du canton de Roye et maire de Roye, avocat |
| 02 |           | Jean-Claude Dessein | PS    | Député sortant, adjoint au maire d'Amiens, professeur honoraire               |
| 03 |           | Jacques Becq        | PS    | Député sortant, conseiller municipal d'Abbeville, directeur d'école retraité  |
| 04 |           | Pierre Hiard        | PS    | Adjoint au maire d'Ault, médecin                                              |
| 05 |           | Lise Rochowiak      | PS    | Professeur                                                                    |
| 06 |           | Pierre Laplane      | PS    | Cadre communal                                                                |
|    |           |                     |       |                                                                               |
| 07 |           | Francis Hammel      | PS    | Professeur                                                                    |
| 08 |           | Joël Gamain         | PS    | Conseiller municipal d'Amiens, médecin spécialiste au CHU d'Amiens            |

### Opposition unie (UDF-RPR-CNIP)
| N° | Candidats | Candidats        | Parti    | Principales fonctions                                                                                           |
| -- | --------- | ---------------- | -------- | --- |
| 01 |           | André Audinot    | RPR      | Député sortant, directeur de journal                                                                            |
| 02 |           | Gilles de Robien | UDF-PR   | Agent d'assurance, conseiller municipal d'Amiens                                                                |
| 03 |           | Joël Hart        | RPR      | Conseiller régional, Conseiller général de Bernaville, maire d'Arguel, principal de collège                     |
| 04 |           | Pierre Claisse   | UDF-CDS  | Conseiller général du canton de Villers-Bocage, docteur vétérinaire, premier adjoint au maire de Villers-Bocage |
| 05 |           | Jean Bouly       | UDF-Rad. | Avocat, conseiller municipal d'Amiens                                                                           |
| 06 |           | Pierre Martin    | RPR      | Conseiller général du canton d'Hallencourt, et maire d'Hallencourt, directeur d'école                           |
|    |           |                  |          | |
| 07 |           | Jacky Pillon     | UDF-PSD  | Conseiller général du canton d'Acheux-en-Amiénois, maire de Varennes, maitre imprimeur                          |
| 08 |           | Dany Fourdrinier | DVD      | Conseillère juridique stagiaire                                                                                 |

### RPR dissidents
| N° | Candidats | Candidats            | Parti     | Principales fonctions                                                                           |
| -- | --------- | -------------------- | --------- | ----------------------------------------------------------------------------------------------- |
| 01 |           | Jean-Louis Massoubre | RPR diss. | Agriculteur                                                                                     |
| 02 |           | Gérard Moularde      | RPR diss. | Conseiller municipal d'Amiens, conseiller général du canton d'Amiens-7, vétérinaire en retraite |
| 03 |           | Jack Lebeuf          | RPR diss. | Journaliste                                                                                     |
| 04 |           | Jacqueline Mennesson | RPR diss. | Agricultrice                                                                                    |
| 05 |           | Bernard Cappelle     | RPR diss. | Syndic des gens de mer                                                                          |
| 06 |           | Fabrice Lemoine      | RPR diss. | VRP                                                                                             |
|    |           |                      |           |                                                                                                 |
| 07 |           | Mercel Wattebled     | RPR diss. | Agent général d'assurances                                                                      |
| 08 |           | Martine Pelletier    | RPR diss. | Secrétaire                                                                                      |

### Divers droite
| N° | Candidats | Candidats           | Parti | Principales fonctions                                                 |
| -- | --------- | ------------------- | ----- | --------------------------------------------------------------------- |
| 01 |           | Jacques Mossler     | DVD   | Adjoint au maire de Savigny-sur-Orge, conducteur principal de travaux |
| 02 |           | Mireille Boand      | DVD   | Conductrice de transport en commun                                    |
| 03 |           | Pierre Seksek       | DVD   | Attaché commercial                                                    |
| 04 |           | Jacques Hollenstein | DVD   | Conseiller municipal de Choqueuse-les-Benards (Oise), chef d'atelier  |
| 05 |           | Denise Berthenet    | DVD   | Exploitante agricole                                                  |
| 06 |           | Bernard Deniau      | DVD   | Mécanicien auto                                                       |
|    |           |                     |       |                                                                       |
| 07 |           | Colette Maheu       | DVD   | Employée de banque                                                    |
| 08 |           | José Vieira         | DVD   | Inspecteur en nettoyage                                               |

| N° | Candidats | Candidats        | Parti | Principales fonctions              |
| -- | --------- | ---------------- | ----- | ---------------------------------- |
| 01 |           | Marcel Bouchon   | DVD   | Agréé en architecture              |
| 02 |           | Michel Bourleux  | DVD   | Boucher                            |
| 03 |           | Agnès Davesne    | DVD   | Agricultrice                       |
| 04 |           | Pierre Legrand   | EXD   | Agréé en architecture              |
| 05 |           | Laurence Grandin | DVG   | Conseillère en éducation retraitée |
| 06 |           | Mickael Muller   | DVD   | Conseiller municipal d'Ham         |
|    |           |                  |       |                                    |
| 07 |           | Guy Largillière  | DVG   | Négociant en boisson               |
| 08 |           | Jacques Rose     | DVG   | Éducateur spécialisé               |

### Front national
| N° | Candidats | Candidats              | Parti | Principales fonctions                                             |
| -- | --------- | ---------------------- | ----- | ----------------------------------------------------------------- |
| 01 |           | Roland Gaucher         | FN    | Directeur de National-Hebdo                                       |
| 02 |           | Hubert de Mesmay       | FN    | Cadre de banque                                                   |
| 03 |           | Marie-Claire Rousselle | FN    | Sans profession                                                   |
| 04 |           | Édouard Dubois         | FN    | Maire de Machiel, agriculteur                                     |
| 05 |           | Ginette Granier        | FN    | Retraitée                                                         |
| 06 |           | Louis Baudouin         | FN    | Conseiller municipal d'Arvillers, retraité de la Police nationale |
|    |           |                        |       |                                                                   |
| 07 |           | Eliane Lavacquerie     | FN    | Restauratrice                                                     |
| 08 |           | Dominique Drancourt    | FN    | Infirmière libérale, conseillère municipale d'Épehy               |

## Résultats
|                | André Audinot Divers droite (UDF - RPR)                     | 107 931 | 36,78  | 3 |  |  |  |  |
|                | Jacques Fleury Parti socialiste (MRG)                       | 89 723  | 30,57  | 2 |  |  |  |  |
|                | Maxime Gremetz Parti communiste français                    | 42 600  | 14,52  | 1 |  |  |  |  |
|                | Roland Gaucher Front national                               | 23 827  | 8,12   | 0 |  |  |  |  |
|                | Jean-Louis Massoubre diss. Rassemblement pour la République | 15 980  | 5,44   | 0 |  |  |  |  |
|                | Freddy Stefanski Lutte ouvrière                             | 6 493   | 2,21   | 0 |  |  |  |  |
|                | Marcel Bouchon Divers droite                                | 2 975   | 1,01   | 0 |  |  |  |  |
|                | Jacques Mossler Divers droite                               | 2 230   | 0,76   | 0 |  |  |  |  |
|                | Andréa Pecque Parti des travailleurs                        | 1 727   | 0,59   | 0 |  |  |  |  |
|                |                                                             |         |        |   |  |  |  |  |
| Inscrits       | Inscrits                                                    | 379 710 | 100,00 |   |  |  |  |  |
| Abstentions    | Abstentions                                                 | 66 654  | 17,55  |   |  |  |  |  |
| Votants        | Votants                                                     | 313 056 | 82,45  |   |  |  |  |  |
| Blancs et nuls | Blancs et nuls                                              | 19 570  | 5,15   |   |  |  |  |  |
| Exprimés       | Exprimés                                                    | 293 486 | 77,29  |   |  |  |  |  |